# Diablo (Californie)
Pour les articles homonymes, voir Diablo.
Diablo est une localité américaine du comté de Contra Costa, en Californie.